# إميليو كولومبو
إميليو كولومبو (بالإيطالية: Emilio Colombo) هو دبلوماسي ومحامي وسياسي إيطالي، ولد في 11 أبريل 1920 في بوتنسا في إيطاليا، وتوفي في 24 يونيو 2013 في روما في إيطاليا. حزبياً، نشط في الحزب الديمقراطي المسيحي الإيطالي.

## مناصب
- في انتخابات البرلمان الأوروبي 1979، انتخب عضو في البرلمان الأوروبي عن دائرة إيطاليا لترشحه ضمن  قائمة الحزب الديمقراطي المسيحي الإيطالي، وقد انضم خلال فترته النيابية (17 يوليو 1979 – 14 أبريل 1980)  للكتلة البرلمانية الكتلة البرلمانية لحزب الشعب الأوروبي.
- في انتخابات البرلمان الأوروبي 1989، انتخب عضو في البرلمان الأوروبي عن دائرة إيطاليا لترشحه ضمن  قائمة الحزب الديمقراطي المسيحي الإيطالي، وقد انضم خلال فترته النيابية (25 يوليو 1989 – 1 أغسطس 1992)  للكتلة البرلمانية الكتلة البرلمانية لحزب الشعب الأوروبي.
- انتخب member of the Constituent Assembly of Italy  [لغات أخرى]‏.
- انتخب وزير التجارة الخارجية ‏ (1 يوليو 1958 – 14 فبراير 1959).
- انتخب Minister of the Treasury of Italy ‏ (22 يوليو 1964 – 22 فبراير 1966).
- انتخب Minister of the Treasury of Italy ‏ (4 ديسمبر 1963 – 21 يوليو 1964).
- انتخب Minister of the Treasury of Italy ‏ (21 يونيو 1963 – 3 ديسمبر 1963).
- انتخب Minister of the Treasury of Italy ‏ (27 مارس 1970 – 5 أغسطس 1970).
- انتخب Minister of the Treasury of Italy ‏ (5 أغسطس 1969 – 26 مارس 1970).
- انتخب Minister of the Treasury of Italy ‏ (12 ديسمبر 1968 – 4 أغسطس 1969).
- انتخب Minister of Budget ‏ (24 يونيو 1968 – 11 ديسمبر 1968).
- انتخب Minister of the Treasury of Italy ‏ (24 يونيو 1968 – 11 ديسمبر 1968).
- انتخب Minister of the Treasury of Italy ‏ (23 فبراير 1966 – 23 يونيو 1968).
- انتخب Minister of the Treasury of Italy ‏ (23 نوفمبر 1974 – 11 فبراير 1976).
- انتخب Minister of the Treasury of Italy ‏ (14 مارس 1974 – 22 نوفمبر 1974).
- انتخب Italian Finance Minister ‏ (6 يوليو 1973 – 13 مارس 1974).
- انتخب Italian Minister for Parliamentary Relations ‏ (26 يونيو 1972 – 5 يوليو 1973).
- انتخب Minister of the Treasury of Italy ‏ (17 فبراير 1972 – 24 يونيو 0197).
- انتخب  (11 مارس 1978 – 19 مارس 1979).
- انتخب Minister of the Treasury of Italy ‏ (12 فبراير 1976 – 28 يوليو 1976).
- انتخب Minister of Budget ‏ (28 يوليو 1987 – 12 أبريل 1988).
- انتخب Italian Finance Minister ‏ (13 أبريل 1988 – 21 يوليو 1989).
- انتخب وزير التنمية الاقتصادية ‏ (22 فبراير 1962 – 22 يونيو 1963).
- انتخب وزير التنمية الاقتصادية ‏ (27 يوليو 1960 – 22 فبراير 1962).
- انتخب وزير التنمية الاقتصادية ‏ (26 مارس 1960 – 27 يوليو 1960).
- انتخب وزير التنمية الاقتصادية ‏ (16 فبراير 1959 – 26 مارس 1960).
- انتخب Italian Minister of Agriculture ‏ (20 مايو 1957 – 2 يوليو 1958).
- انتخب Italian Minister of Agriculture ‏ (6 يوليو 1955 – 20 مايو 1957).
- انتخب وزير العدل (6 مارس 1971 – 18 فبراير 1972).
- انتخب وزير الخارجية (1 أغسطس 1992 – 29 أبريل 1993).
- انتخب وزير الخارجية (2 ديسمبر 1982 – 4 أغسطس 1983).
- انتخب وزير الخارجية (23 أغسطس 1982 – 2 ديسمبر 1982).
- انتخب وزير الخارجية (29 يونيو 1981 – 23 أغسطس 1982).
- انتخب وزير الخارجية (18 أكتوبر 1980 – 29 يونيو 1981).
- انتخب وزير الخارجية (4 أبريل 1980 – 18 أكتوبر 1980).
- انتخب عضو مجلس الشيوخ الإيطالي.
- انتخب عضو مجلس النواب في الجمهورية الإيطالية.
- انتخب رئيس وزراء إيطاليا (6 أغسطس 1970 – 17 فبراير 1972).
- انتخب عضو مجلس الشيوخ مدى الحياة (14 يناير 2003 – 24 يونيو 2013).

## روابط خارجية
- إميليو كولومبو على موقع مونزينجر (الألمانية)